# Franklin (Connecticut)
Franklin è un comune di 1.916 abitanti degli Stati Uniti d'America, situato nella Contea di New London nello Stato del Connecticut.